# XO-4
XO-4はやまねこ座の方向に約900光年の距離にある恒星である。約11等級で肉眼では見ることができないが、小さな望遠鏡で見ることができる。カラーアルト天文台でのラッキー・イメージングによる観測や、ケック望遠鏡と補償光学による観測でも、伴星は発見されていない。
| 太陽 | XO-4      |
| ---- | --------- |
| 太陽 | Exoplanet |

## 惑星系
ホットジュピターに分類される太陽系外惑星XO-4bがXO-4の周囲を公転していることが知られている。この惑星は、2008年にXO望遠鏡でトランジット法を用いて発見された。
| 名称 （恒星に近い順） | 質量           | 軌道長半径 （天文単位） | 公転周期 (日)      | 軌道離心率 | 軌道傾斜角  | 半径           |
| --------------------- | -------------- | ----------------------- | ------------------ | ---------- | ----------- | -------------- |
| b (Hämarik)           | 1.78 ± 0.08 MJ | 0.0555 ± 0.0011         | 4.1250828 ± 4×10−6 | 0          | 88.8 ± 0.6° | 1.33 ± 0.05 RJ |

## 名称
2019年、世界中の全ての国または地域に1つの系外惑星系を命名する機会を提供する「IAU100 Name ExoWorldsプロジェクト」において、XO-4 はエストニアに割り当てられる系外惑星系となった。このプロジェクトは、「国際天文学連合100周年事業」の一環として計画されたイベントの1つで、エストニア国内での選考、国際天文学連合 (IAU) への提案を経て太陽系外惑星とその主星に固有名が承認されるものであった。2019年12月17日、IAUから最終結果が公表され、XO-4はKoit、XO-4bはHämarikと命名された。いずれもエストニア語での天文用語にちなんでおり、Koitは太陽が昇る時間帯である「夜明け」、Hämarikは太陽が沈む時間帯である「日没」や「夕暮れ」を意味する。